# جايوس فلامينيوس نيبوس
 جايوس فلامينيوس نيبوس  (بالإنجليزية: Gaius Flaminius Nepos)‏ قنصل وقائد روماني، شارك في الحرب البونيقية الثانية، كما كان أكثر القادة قدرة على تحدي سلطة مجلس الشيوخ الروماني في تلك الفترة.
بعد الحرب البونيقية الأولى، تجاهل فلامينيوس اعتراض مجلس الشيخ الروماني، على تقسيمه الأراضي جنوب ريميني، التي كانت القبائل الغالية قد غزتها من قبل، وأعطاه للعائلات الفقيرة التي خربت مزارعها خلال الحرب، وهو ما يخالف الدستور والتقاليد.
أصبح فلامينيوس حاكماً لصقلية في عام 227 ق.م. في عام 223 ق.م، انتخب فلامينيوس قنصلاً لأول مرة مع «بابليوس فوريوس فيلوس»، واللذان أخضعا القبائل الغالية لسلطة الجمهورية الرومانية، وأنشأوا مقاطعة غاليا كيسالبينا.
في عام 221 ق.م، كان فلامينيوس قائداً لفرسان ماركوس روفوس، ثم اختير في عام 220 ق.م، رقيباً مع «لوسيوس أميليوس بابوس». خلال فترة ولايته، عبّد «طرق فلامينيا» الذي يربط بين روما وريميني، كما أنشئ عدداً من المستعمرات في كريمونا وبياتشنسا. وفي عام 218 ق.م، كان عضو مجلس الشيوخ الوحيد الذي أيد قانوناً يمنع أعضاء مجلس الشيوخ من المشاركة في التجارة الخارجية (عبر البحار).
في عام 217 ق.م، وأثناء غزو إيطاليا من قبل حنبعل، أعيد انتخابه قنصلاً مع جنايوس جيمينوس. جهز فلامينيوس فيالق جديدة وسار شمالاً لمواجهة حنبعل، لكنه تعرض لكمين في معركة بحيرة تراسمانيا، ودُمر الجيش الروماني وقتل فلامينيوس وذلك في 27 أبريل 217 ق.م.